# Volejbal na Letních olympijských hrách 2004

## Turnaj mužů
| Zlato   | Brazílie (BRA) |
| Stříbro | Itálie (ITA)   |
| Bronz   | Rusko (RUS)    |

Turnaj se odehrál v rámci XXVIII. olympijských her ve dnech 14. - 29. srpna 2004 v Aténách.
Turnaje se zúčastnilo 12 mužstev, rozdělených do dvou šestičlenných skupin. První čtyři mužstva postoupili do play off. Olympijským vítězem se stalo mužstvo Brazílie.

### Skupina A
|    |             | SMN | GRE | ARG | POL | FRA | TUN | V | P | Skóre | B |
| 1. | Srbsko a ČH | *** | 3:2 | 3:1 | 0:3 | 3:0 | 3:0 | 4 | 1 | 12:6  | 9 |
| 2. | Řecko       | 2:3 | *** | 1:3 | 3:1 | 3:2 | 3:0 | 3 | 2 | 12:9  | 8 |
| 3. | Argentina   | 1:3 | 3:1 | *** | 2:3 | 3:0 | 3:2 | 3 | 2 | 12:9  | 8 |
| 4. | Polsko      | 3:0 | 1:3 | 3:2 | *** | 0:3 | 3:1 | 3 | 2 | 10:9  | 8 |
| 5. | Francie     | 0:3 | 2:3 | 0:3 | 3:0 | *** | 3:1 | 2 | 3 | 8:10  | 7 |
| 6. | Tunisko     | 0:3 | 0:3 | 2:3 | 1:3 | 1:3 | *** | 0 | 5 | 4:15  | 5 |

 Polsko -  Srbsko a Černá Hora 3:0 (25:21, 25:17, 25:16)
15. srpna 2004 (9:00) – Atény
 Řecko -  Tunisko 3:0 (25:20, 25:14, 25:17)
15. srpna 2004 (19:30) – Atény
 Argentina -  Francie 3:0 (25:15, 25:23, 25:22)
15. srpna 2004 (14:00) – Atény
 Argentina -  Tunisko 3:2 (25:20, 23:25, 25:16, 22:25, 15:10)
17. srpna 2004 (9:00) – Atény
 Srbsko a Černá Hora -  Francie 3:0 (25:21, 30:28, 25:22)
17. srpna 2004 (11:25) – Atény
 Řecko -  Polsko 3:1 (21:25, 25:18, 25:21, 25:20)
17. srpna 2004 (19:30) – Atény
 Francie -  Polsko 3:0 (25:15, 25:18, 25:17)
19. srpna 2004 (14:00) – Atény
 Srbsko a Černá Hora -  Tunisko 3:0 (25:16, 25:18, 25:21)
19. srpna 2004 (16:00) – Atény
 Argentina -  Řecko 3:1 (16:25, 25:21, 25:22, 25:22)
19. srpna 2004 (19:30) – Atény
 Polsko -  Tunisko 3:1 (25:18, 23:25, 25:19, 25:23)
21. srpna 2004 (14:00) – Atény
 Srbsko a Černá Hora -  Argentina 3:1 (21:25, 25:17, 25:21, 25:23)
21. srpna 2004 (16:10) – Atény
 Řecko -  Francie 3:2 (25:22, 14:25, 26:24, 23:25, 15:10)
21. srpna 2004 (19:30) – Atény
 Francie -  Tunisko 3:1 (25:23, 18:25, 25:19, 25:19)
23. srpna 2004 (9:00) – Atény
 Polsko -  Argentina 3:2 (25:19, 25:22, 23:25, 22:25, 20:18)
23. srpna 2004 (16:00) – Atény
 Srbsko a Černá Hora -  Řecko 3:2 (21:25, 38:36, 25:13, 23:25, 15:12)
23. srpna 2004 (19:30) – Atény

### Skupina B
|    |            | BRA | ITA | USA | RUS | NED | AUS | V | P | Skóre | B |
| 1. | Brazílie   | *** | 3:2 | 1:3 | 3:0 | 3:1 | 3:1 | 4 | 1 | 13:7  | 9 |
| 2. | Itálie     | 2:3 | *** | 3:1 | 2:3 | 3:0 | 3:0 | 3 | 2 | 13:7  | 8 |
| 3. | USA        | 3:1 | 1:3 | *** | 1:3 | 3:0 | 3:1 | 3 | 2 | 11:8  | 8 |
| 4. | Rusko      | 0:3 | 3:2 | 3:1 | *** | 2:3 | 3:0 | 3 | 2 | 11:9  | 8 |
| 5. | Nizozemsko | 1:3 | 0:3 | 0:3 | 3:2 | *** | 3:0 | 2 | 3 | 7:11  | 7 |
| 6. | Austrálie  | 1:3 | 0:3 | 1:3 | 0:3 | 0:3 | *** | 0 | 5 | 2:15  | 5 |

 Nizozemsko -  Rusko 3:2 (25:23, 19:25, 17:25, 27:25, 18:16)
15. srpna 2004 (11:00) – Atény
 Brazílie -  Austrálie 3:1 (23:25, 25:19, 25:12, 25:21)
15. srpna 2004 (16:00) – Atény
 Itálie -  USA 3:1 (25:21, 21:25, 25:17, 25:23)
15. srpna 2004 (21:30) – Atény
 Rusko -  Austrálie 3:0 (25:17, 26:24, 25:23)
17. srpna 2004 (14:00) – Atény
 USA -  Nizozemsko 3:0 (26:24, 25:20, 25:18)
17. srpna 2004 (16:00) – Atény
 Brazílie -  Itálie 3:2 (25:21, 15:25, 25:16, 21:25, 33:31)
17. srpna 2004 (21:45) – Atény
 Itálie -  Austrálie 3:0 (25:20, 25:18, 25:21)
19. srpna 2004 (9:00) – Atény
 Brazílie -  Nizozemsko 3:1 (25:22, 24:26, 25:21, 25:19)
19. srpna 2004 (11:00) – Atény
 Rusko -  USA 3:1 (22:25, 25:20, 25:16, 25:23)
19. srpna 2004 (21:30) – Atény
 USA -  Austrálie 3:1 (25:19, 23:25, 25:13, 25:19)
21. srpna 2004 (9:00) – Atény
 Itálie -  Nizozemsko 3:0 (25:19, 25:21, 25:20)
21. srpna 2004 (11:20) – Atény
 Brazílie -  Rusko 3:0 (25:19, 25:13, 25:23)
21. srpna 2004 (22:20) – Atény
 Rusko -  Itálie 3:2 (25:16, 25:22, 22:25, 23:25, 15:13)
23. srpna 2004 (11:15)– Atény
 Nizozemsko -  Austrálie 3:0 (25:22, 25:17, 25:16)
23. srpna 2004 (14:00) – Atény
 USA -  Brazílie 3:1 (25:22, 25:23, 18:25, 25:22)
23. srpna 2004 (22:20) – Atény

### Čtvrtfinále
Rusko -  Srbsko a Černá Hora 3:1 (29:27, 23:25, 27:25, 28:26)
25. srpna 2004 (14:00) – Atény
 Itálie -  Argentina 3:1 (22:25, 25:22, 26:24, 28:26)
25. srpna 2004 (16:30) – Atény
 USA -  Řecko 3:2 (25:20, 22:25, 25:27, 25:23, 17:15)
25. srpna 2004 (19:30) – Atény
 Brazílie -  Polsko 3:0 (25:22, 27:25, 25:18)
25. srpna 2004 (22:25) – Atény

### Semifinále
Itálie -  Rusko 3:0 (25:16, 25:17, 25:16)
27. srpna 2004 (19:30) – Atény
 Brazílie -  USA 3:0 (25:16, 25:17, 25:23)
27. srpna 2004 (21:30) – Atény

### Finále
Brazílie -  Itálie 3:1 (25:15, 24:26, 25:20, 25:22)
29. srpna 2004 (14:30) – Atény

### O 3. místo
Rusko -  USA 3:0 (25:22, 27:25, 25:16)
29. srpna 2004 (12:30) – Atény

### Soupisky
1.  Brazílie
| - Giovane Gávio - André Heller - Maurício Lima - Giba | - André Nascimento - Sérgio Santos - Anderson Rodrigues - Nalbert Bitencourt | - Gustavo Endres - Rodrigo Santana - Ricardo Garcia - Dante Amaral |

2.  Itálie
| - Luigi Mastrangelo - Valerio Vermiglio - Samuele Papi - Andrea Sartoretti | - Alberto Cisolla - Ventzislav Simeonov - Damiano Pippi - Andrea Giani | - Alessandro Fei - Paolo Tofoli - Paolo Cozzi - Matej Černič |

3.  Rusko
| - Stanislav Dineykin - Sergei Baranov - Pavel Abramov - Aleksey Kazakov | - Sergey Tetyukhin - Vadim Khamuttskikh - Aleksandr Kosarev - Konstantin Ushakov | - Taras Khtey - Andrey Egorchev - Aleksey Verbov - Aleksey Kuleshov |

### Konečné pořadí
| XXVIII. | Olympijské hry | Z | V | P | Skóre | B  |
| ------- | -------------- | - | - | - | ----- | -- |
| 1.      | Brazílie       | 8 | 7 | 1 | 22:8  | 15 |
| 2.      | Itálie         | 8 | 5 | 3 | 20:11 | 13 |
| 3.      | Rusko          | 8 | 5 | 3 | 17:13 | 13 |
| 4.      | USA            | 8 | 4 | 4 | 14:16 | 12 |
| 5.      | Srbsko a ČH    | 6 | 4 | 2 | 13:9  | 10 |
| 5.      | Řecko          | 6 | 3 | 3 | 14:12 | 9  |
| 5.      | Argentina      | 6 | 3 | 3 | 13:12 | 9  |
| 5.      | Polsko         | 6 | 3 | 3 | 10:12 | 9  |
| 9.      | Francie        | 5 | 2 | 3 | 8:10  | 7  |
| 9.      | Nizozemsko     | 5 | 2 | 3 | 7:11  | 7  |
| 11.     | Tunisko        | 5 | 0 | 5 | 4:15  | 5  |
| 11.     | Austrálie      | 5 | 0 | 5 | 2:15  | 5  |

## Turnaj žen
| Zlato   | Čína (CHN)  |
| Stříbro | Rusko (RUS) |
| Bronz   | Kuba (CUB)  |

Turnaj se odehrál v rámci XXVIII. olympijských her ve dnech 14. - 29. srpna 2004 v Aténách.
Turnaje se zúčastnilo 12 družstev, rozdělených do dvou šestičlenných skupin. První čtyři mužstva postoupili do play off. Olympijským vítězem se stalo družstvo Číny.

### Skupina A
|    |          | BRA | ITA | KOR | JPN | GRE | KEN | V | P | Skóre | B  |
| 1. | Brazílie | *** | 3:2 | 3:0 | 3:0 | 3:0 | 3:0 | 5 | 0 | 15:2  | 10 |
| 2. | Itálie   | 2:3 | *** | 3:0 | 3:0 | 3:0 | 3:0 | 4 | 1 | 14:3  | 9  |
| 3. | Korea    | 0:3 | 0:3 | *** | 3:0 | 3:1 | 3:0 | 3 | 2 | 9:7   | 8  |
| 4. | Japonsko | 0:3 | 0:3 | 0:3 | *** | 3:1 | 3:0 | 2 | 3 | 6:10  | 7  |
| 5. | Řecko    | 0:3 | 0:3 | 1:3 | 1:3 | *** | 3:0 | 1 | 4 | 5:12  | 6  |
| 6. | Keňa     | 0:3 | 0:3 | 0:3 | 0:3 | 0:3 | *** | 0 | 5 | 0:15  | 5  |

 Brazílie -  Japonsko 3:0 (25:21, 25:22, 25:21)
14. srpna 2004 (14:00) – Atény
 Řecko -  Keňa 3:0 (25:7, 25:22, 25:14)
14. srpna 2004 (16:00) – Atény
 Itálie -  Korejská republika 3:0 (25:17, 25:13, 25:19)
14. srpna 2004 (19:30) – Atény
 Brazílie -  Keňa 3:0 (25:16, 29:27, 25:12)
16. srpna 2004 (9:00) – Atény
 Itálie -  Japonsko 3:0 (25:16, 25:13, 25:17)
16. srpna 2004 (14:00) – Atény
 Korejská republika -  Řecko 3:1 (20:25, 25:19, 25:15, 25:22)
16. srpna 2004 (16:00) – Atény
 Korejská republika -  Keňa 3:0 (25:16, 25:20, 25:19)
18. srpna 2004 (11:50) – Atény
 Japonsko -  Řecko 3:1 (25:10, 20:25, 25:21, 25:22)
18. srpna 2004 (16:35) – Atény
 Brazílie -  Itálie 3:2 (19:25, 25:13, 22:25, 25:16, 15:13)
18. srpna 2004 (21:30) – Atény
 Korejská republika -  Japonsko 3:0 (25:21, 26:24, 25:21)
20. srpna 2004 (14:00) – Atény
 Brazílie -  Řecko 3:0 (25:22, 25:22, 25:11)
20. srpna 2004 (16:00) – Atény
 Itálie -  Keňa 3:0 (25:17, 25:13, 25:14)
20. srpna 2004 (19:30) – Atény
 Japonsko -  Keňa 3:0 (25: 8, 25:17, 25:14)
22. srpna 2004 (11:00) – Atény
 Itálie -  Řecko 3:0 (25:19, 25:19, 25:22)
22. srpna 2004 (16:00) – Atény
 Brazílie -  Korejská republika 3:0 (25:19, 25:18, 25:23)
22. srpna 2004 (19:30) – Atény

### Skupina B
|    |                   | CHN | RUS | CUB | USA | GER | DOM | V | P | Skóre | B |
| 1. | Čína              | *** | 3:0 | 2:3 | 3:1 | 3:0 | 3:0 | 4 | 1 | 14:4  | 9 |
| 2. | Rusko             | 0:3 | *** | 2:3 | 3:2 | 3:0 | 3:0 | 3 | 2 | 11:8  | 8 |
| 3. | Kuba              | 3:2 | 3:2 | *** | 0:3 | 2:3 | 3:0 | 3 | 2 | 11:10 | 8 |
| 4. | USA               | 1:3 | 2:3 | 3:0 | *** | 3:1 | 2:3 | 2 | 3 | 11:10 | 7 |
| 5. | Německo           | 0:3 | 0:3 | 3:2 | 1:3 | *** | 3:0 | 2 | 3 | 7:11  | 7 |
| 6. | Dominikánská rep. | 0:3 | 0:3 | 0:3 | 3:2 | 0:3 | *** | 1 | 4 | 3:14  | 6 |

 Německo -  Kuba 3:2 (22:25, 24:26, 25:22, 25:15, 17:15)
14. srpna 2004 (9:00) – Atény
 Rusko -  Dominikánská republika 3:0 (25:17, 25:13, 25:16)
14. srpna 2004 (11:35) – Atény
 Čína -  USA 3:1 (25:21, 23:25, 25:22, 25:18)
14. srpna 2004 (21:30) – Atény
 Čína -  Dominikánská republika 3:0 (25:20, 25:16, 25:16)
16. srpna 2004 (11:00) – Atény
 USA -  Německo 3:1 (25:22, 25:22, 22:25, 27:25)
16. srpna 2004 (19:30) – Atény
 Kuba -  Rusko 3:2 (26:24, 19:25, 25:27, 25:19, 15:13)
16. srpna 2004 (22:05) – Atény
 Dominikánská republika -  USA 3:2 (26:24, 22:25, 27:25, 23:25, 19:17)
18. srpna 2004 (9:00) – Atény
 Kuba -  Čína 3:2 (25:19, 22:25, 15:25, 25:21, 15:13)
18. srpna 2004 (14:00) – Atény
 Rusko -  Německo 3:0 (31:29, 25:11, 25:18)
18. srpna 2004 (19:30) – Atény
 Čína -  Německo 3:0 (25:18, 25:15, 25:16)
20. srpna 2004 (9:00) – Atény
 Kuba -  Dominikánská republika 3:0 (25:23, 25:17, 25:23)
20. srpna 2004 (11:00) – Atény
 Rusko -  USA 3:2 (20:25, 25:17, 20:25, 25:18, 15:11)
20. srpna 2004 (21:30) – Atény
 Německo -  Dominikánská republika 3:0 (25:16, 25:19, 25:21)
22. srpna 2004 (9:00) – Atény
 Čína -  Rusko 3:0 (25:15, 25:16, 28:26)
22. srpna 2004 (14:00) – Atény
 USA -  Kuba 3:0 (25:22, 25:12, 25:19)
22. srpna 2004 (21:30) – Atény

### Čtvrtfinále
Čína -  Japonsko 3:0 (25:20, 25:22, 25:20)
24. srpna 2004 (14:00) – Atény
 Rusko -  Korejská republika 3:0 (25:17, 25:15, 25:22)
24. srpna 2004 (16:00) – Atény
 Kuba -  Itálie 3:2 (25:23, 14:25, 22:25, 25:14, 15:12)
24. srpna 2004 (19:30) – Atény
 Brazílie -  USA 3:2 (25:22, 25:20, 22:25, 25:27)
24. srpna 2004 (21:55) – Atény

### Semifinále
Rusko -  Brazílie 3:2 (18:25, 21:25, 25:22, 28:26, 16:14)
26. srpna 2004 (19:30) – Atény
 Čína -  Kuba 3:2 (25:22, 25:20, 17:25 23:25, 15:10)
26. srpna 2004 (22:15) – Atény

### Finále
Čína -  Rusko 3:2 (28:30, 25:27, 25:20, 25:23, 15:12)
28. srpna 2004 (20:10) – Atény

### O 3. místo
Kuba -  Brazílie 3:1 (25:22, 25:22, 14:25, 25:17)
28. srpna 2004 (18:00) – Atény

### Soupisky
1.  Čína
| - Čchen Ťing - Feng Kchun - Li Šan - Liou Ja-nan | - Sung Ni-na - Wang Li-na - Jang Chao - Čang Na | - Čang Pching - Čang Jüe-chung - Čao Žuej-žuej - Čou Su-chung |

2.  Rusko
| - Yevgeniya Artamonova - Lioubov Kılıç - Olga Chukanova - Jekatěrina Gamovová | - Aleksandra Korukovets - Olga Nikolaeva - Yelena Plotnikova - Natalya Safronova | - Marina Sheshenina - Irina Tebenikhina - Elizaveta Tishchenko - Elena Tyurina |

3.  Kuba
| - Zoila Barros - Rosir Calderón - Nancy Carrillo - Ana Fernández | - Maybelis Martínez - Liana Mesa - Anniara Muñoz - Yaima Ortíz | - Daimí Ramírez - Yumilka Ruíz - Marta Sánchez - Dulce Téllez |

### Konečné pořadí
| XXVIII. | Olympijské hry         | Z | V | P | Skóre | B  |
| ------- | ---------------------- | - | - | - | ----- | -- |
| 1.      | Čína                   | 8 | 7 | 1 | 23:8  | 15 |
| 2.      | Rusko                  | 8 | 5 | 3 | 19:12 | 13 |
| 3.      | Kuba                   | 8 | 5 | 3 | 19:16 | 13 |
| 4.      | Brazílie               | 8 | 6 | 2 | 21:10 | 14 |
| 5.      | Itálie                 | 6 | 4 | 2 | 18:7  | 10 |
| 5.      | Korejská republika     | 6 | 3 | 3 | 9:10  | 9  |
| 5.      | USA                    | 6 | 2 | 4 | 13:13 | 8  |
| 5.      | Japonsko               | 6 | 2 | 4 | 7:13  | 8  |
| 9.      | Německo                | 5 | 2 | 3 | 7:11  | 7  |
| 9.      | Řecko                  | 5 | 1 | 4 | 5:12  | 6  |
| 11.     | Dominikánská republika | 5 | 1 | 4 | 3:14  | 5  |
| 11.     | Keňa                   | 5 | 0 | 5 | 0:15  | 5  |